# Gerardus Hendrikus Essing
Gerardus Hendrikus Essing (Wijchen, 1 februari 1900 – 24 november 1980) was een Nederlands politicus.
Hij werd geboren als zoon van Bernardus Lambertus Essing (1861-1931; bakker) en Johanna Maria Arts (1871?-1952). In mei 1920 ging hij als 3e ambtenaar ter secretarie werken bij de gemeente Castricum waar hij het zou brengen tot 1e ambtenaar. In 1933 volgde hij J. Dam op als de gemeentesecretaris van Harenkarspel. Vanaf november 1945 was Essing de burgemeester van Blokker en in januari 1947 werd hij tevens waarnemend burgemeester van Westwoud. Een half jaar later werd hij ook daar bij koninklijk besluit benoemd tot burgemeester. Daarnaast was hij twintig jaar voorzitter van de veilingvereniging ‘Op Hoop van Zegen’ in Blokker. Zijn zoon Ben Essing lukte het in 1964 om The Beatles te laten komen voor  middag- en avondshow in de veilinghallen in Blokker. G.H. Essing ging in maart 1965 met pensioen en overleed eind 1980 op 80-jarige leeftijd.